# غارفين فيرغسون
غارفين فيرغسون (بالإنجليزية: Garvin Ferguson)‏ هو سباح باهاماسي، ولد في 11 مارس 1968.

## وصلات خارجية
- غارفين فيرغسون على موقع الاتحاد الدولي للسباحة (الإنجليزية)
- غارفين فيرغسون على موقع أوليمبيديا (الإنجليزية)